# 鈴木縫殿
鈴木 縫殿（すずき ぬい、1838年（天保9年） - 1903年（明治36年）1月31日）は、幕末の水戸藩士。本圀寺勢の主要人物。鈴木靱負重照の次男で、母は大場景命の娘。諱は初め重睦、のち重義。通称は内蔵次郎、のち靱負、縫殿。

## 生涯
鈴木重好を祖とする重臣・鈴木石見守家の分家に生まれる。嘉永3年（1850年）4月、兄・内蔵之助重道の養子となり、500石の家督を継ぐ。小普請組から使番、寄合指引を経て、安政6年（1859年）4月に新番頭、同年9月に書院番頭となる。戊午の密勅が藩に下された際には、江戸へ上って藩内の紛糾の鎮静化に努めた。万延元年（1860年）3月から江戸詰となる。
文久3年（1863年）、一橋慶喜の上洛に随行して京都に滞在し、在京の藩士（本圀寺勢）や領民らを率いて藩主慶篤の弟昭訓、次いで昭武を補佐する。
天狗党の乱のさなかの元治元年（1864年）5月、帰藩して執政となる。江戸藩邸が諸生党に掌握されると一時免職となるが、7月に執政に復職する。禁門の変に際して再び上洛し、慶応2年（1866年）に在京の藩士を率いて京都守衛に任じられる。
慶応4年（1868年）1月、藩政回復の勅を受けて帰藩し、水戸城に入る。明治4年（1871年）、大参事に任じられる。
晩年は瑞龍山の水戸徳川家墓所を守った。
大正4年（1915年）、従四位を贈られている。